# ينس غرال
ينس غرال (بالألمانية: Jens Grahl)‏ (22 سبتمبر 1988 بشتوتغارت في ألمانيا - ) هو لاعب كرة قدم ألماني في مركز حراسة المرمى. لعب مع بادربورن 07 وغرويتر فورت ونادي هوفنهايم.

## روابط خارجية
- ينس غرال على موقع الاتحاد الأوربي (الإنجليزية)
- ينس غرال على موقع قاعدة بيانات كرة القدم.إي يو (الإنجليزية)
- ينس غرال على موقع بيانات كرة القدم. دي إي (الألمانية)
- ينس غرال على موقع Soccerway.com (الإنجليزية)
- ينس غرال على موقع عالم كرة القدم.نت (الإنجليزية)
- ينس غرال على موقع AS.com (الإسبانية)